# Jacob Israel
Jacob Israel (* 3. Juni 1621 in Düsseldorf; † 17. Februar 1674 in Heidelberg) war ein deutscher Arzt, Stadtphysikus und Professor in Heidelberg.

## Leben

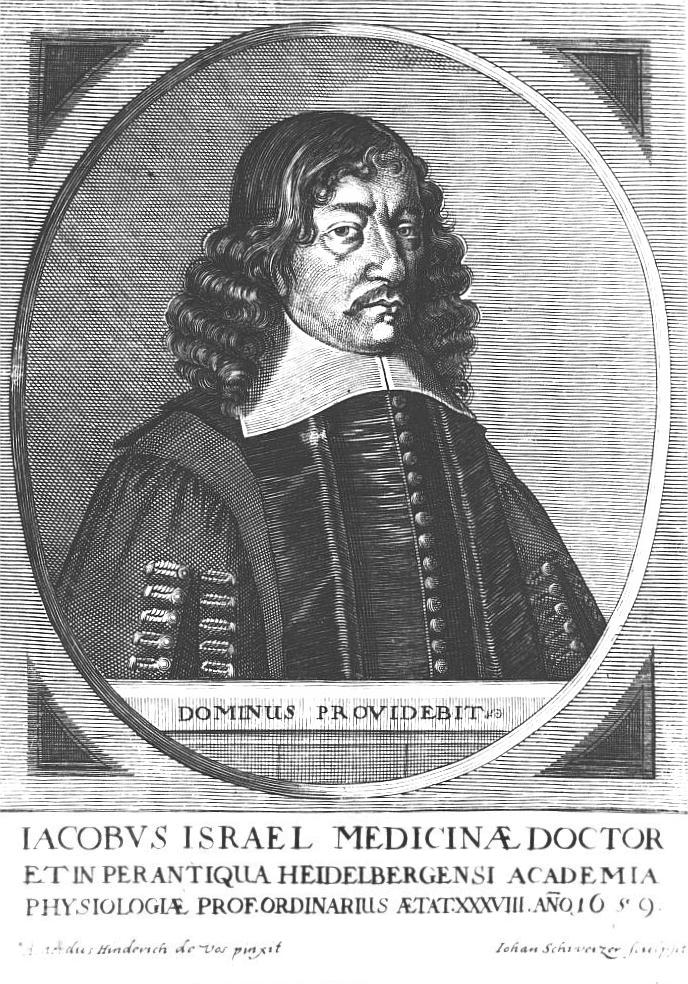
Porträt von Jacob Israel (Stich nach einer Vorlage von Alard Hendrik de Vos)

Nach dem Besuch von Gymnasien in Duisburg und Köln und ersten medizinischen Studien in den Niederlanden, England und Frankreich diente Jacob Israel in den letzten Jahren des Dreißigjährigen Krieges als Arzt bei den französisch-hessisch-weimarischen Truppen. 1650 nahm er das Studium der Medizin an der Universität Basel auf; die Promotion zum Dr. med. soll noch im selben Jahr in Freiburg, nach anderer Angabe aber erst 1652 in Heidelberg erfolgt sein. Im März 1651 wurde er als Stadtphysikus in Heidelberg angestellt und im Dezember 1652 von Kurfürst Karl Ludwig zum Professor an der dortigen Universität berufen. Er lehrte Physiologie, Anatomie und Chirurgie, ab 1672 dann Medizinische Praxis, Pathologie und Pharmazeutik. Im Jahre 1658 bekleidete er das Amt des Prorektors der Universität sowie in den Jahren 1662, 1670 und 1673 das des Rektors. 1665 wurde er vom Kurfürsten zum Generalarzt und Aufseher in den Spitälern des Sapienzkollegiums und der Waisenhäuser zu Handschuhsheim und Mannheim bestellt.
Jacob Israel veranstaltete öffentliche Sektionen menschlicher Körper gegen eine Eintrittsgebühr. Er setzte das Verbot der Schweinehaltung in der Stadt Heidelberg durch. Er wohnte in der Dreikönigstraße 10, wo seine Witwe noch bis 1686 genannt wird.
In der irrigen Annahme, dass Jacob Israel jüdischen Glaubens oder jüdischer Herkunft gewesen sei, wurde seine Berufung auf eine Professur vielfach als bemerkenswerter, für die Regentschaft des Kurfürsten Karl Ludwig bezeichnender Ausnahmefall der Toleranz gegenüber Juden dargestellt. Israel stammte jedoch aus einer calvinistischen Familie, die in der reformierten Gemeinde Düsseldorfs eine führende Rolle spielte.